# Thorsten Wettcke
Thorsten Wettcke (* 1974 in Karlsruhe) ist ein deutscher Drehbuchautor und Regisseur.

## Biografie
Aufgewachsen in Rastatt und seit seiner Schulzeit als Videofilmer aktiv, studierte Wettcke Publizistik und Filmwissenschaft. Er brach das Studium jedoch nach zwei Semestern ab, um sich der Praxis zu widmen. Die erste Chance dazu bekam er von der Hamburger Firma Wüste Film, mit der er sowohl den Kurzfilm „Rosenfalle“ als auch sein Kino-Langfilmdebüt Ein göttlicher Job umsetzte. Ein weiterer, unabhängig produzierter Kinofilm folgte 2007 mit „Sunny“, für den Wettcke beim Brooklyn Film Festival den Drehbuchpreis gewann.
Im TV-Geschäft ist Wettcke ein gefragter Drehbuchautor. So schrieb er mehrere Filme für die ZDF-Reihe „Rosa Roth“ und die Sat1-Romanadaption „Die Hebamme“.
Mit seinem in Los Angeles lebenden Geschäftspartner Christoph Silber verfasste Wettcke zahlreiche TV-Krimis, z. B. die von der Kritik gefeierten Hamburger Tatorte „Investigativ“ und „Auf der Sonnenseite“ sowie den Münster-Tatort „Zwischen den Ohren“ für Deutschlands beliebtestes Ermittlerduo Jan Josef Liefers und Axel Prahl. Als Chefautoren entwickelten Wettcke und Silber mit dem Norddeutschen Rundfunk die Figur des von Mehmet Kurtuluş verkörperten Tatort-Ermittlers Cenk Batu. Für diese Arbeit gewannen sie 2009 den Publikumspreis der Marler Gruppe beim Adolf-Grimme-Preis. Ihr gemeinsames ZDF-Filmprojekt Das Wunder von Kärnten brachte ihnen 2012 die Romy fürs Beste Drehbuch ein und gewann 2013 den internationalen Emmy in der Kategorie „Bester TV Film / Beste Miniserie“.
Thorsten Wettcke engagiert sich aktiv für die Drehbuchinitative Kontrakt 18 und kämpft für bessere Rechte für Drehbuchautoren.

## Filmografie als Autor und Co-Autor (Auswahl)

### Kino
- 1998: Die Rosenfalle (auch Regie)
- 2001: Ein göttlicher Job (auch Regie)
- 2004: Romeo & Julia und die neue Weltordnung (Kurzfilm, auch Regie)
- 2004: The Ring Thing
- 2007: Sunny (auch Regie)
- 2007: Good Vibrations (Kurzfilm)
- 2014: Auf das Leben!

### Fernsehen
- 1998: Mobbing Girls (TV-Serie)
- 2006: Tatort: Schattenspiele
- 2007: Tatort: Investigativ
- 2007–2010: Der Kriminalist (TV-Reihe, diverse Folgen; Chefautor)
- 2008: Tatort: Auf der Sonnenseite
- 2009: Tatort: Schweinegeld
- 2010: Rosa Roth: Das Angebot des Tages
- 2010: Tatort: Borowski und eine Frage von reinem Geschmack
- 2011: Tatort: Zwischen den Ohren
- 2011: Rosa Roth: Trauma
- 2011: Die Kronzeugin – Mord in den Bergen
- 2012: Das Wunder von Kärnten
- 2013:  Rosa Roth – Der Schuss
- 2013:  Die Toten vom Bodensee
- 2014:  Die Hebamme
- 2015: Die Wallensteins – Dresdner Dämonen
- 2015: Tatort: Schwanensee
- 2015: Die Toten vom Bodensee – Familiengeheimnis
- 2016:  Die Hebamme 2
- 2017: Tatort: Gott ist auch nur ein Mensch
- 2019: Walpurgisnacht – Die Mädchen und der Tod
- 2019: Wir sind die Welle
- 2019: Tatort: Lakritz
- 2019: Polizeiruf 110: Tod einer Journalistin
- 2021: Die Heimsuchung
- 2022: Tatort: Des Teufels langer Atem
- 2022: Jeanny – Das 5. Mädchen (Fernsehfilm)
- 2023: Tatort: Der Mann, der in den Dschungel fiel

## Preise und Nominierungen
- 2007: Brooklyn Film Festival, Bestes Drehbuch für Sunny
- 2009: Goldene Kamera, Nominierung Bester Film für Tatort: Auf der Sonnenseite
- 2009: Civis-Medienpreis, Nominierung für Tatort: Auf der Sonnenseite
- 2009: Publikumspreis der Marler Gruppe beim Adolf-Grimme-Preis für die Sendung Tatort: Auf der Sonnenseite (zusammen mit Mehmet Kurtuluş, Christoph Silber, Richard Huber und Martin Langer)
- 2011: Hamburger Filmfest, Nominierung für den Produzentenpreis in der Sektion „16:9“ für Das Wunder von Kärnten
- 2012: Romy: Bestes Drehbuch TV-Film für Das Wunder von Kärnten
- 2013: Internationaler Emmy: Bester TV-Film Das Wunder von Kärnten